# آكل النمل الحرشفي السوندي
آكل النمل الحرشفي السوندي (الاسم العلمي:  Manis javanica)، أو أم قرفة السوندية أو بنغولين سوندا المعروف أيضًا باسم آكل النمل الحرشفي المالايي  أو آكل النمل الحرشفي المالاوي  أو آكل النمل الحرشفي الجاوي، هو أحد أنواع آكل النمل الحرشفي.

## التوزيع
يوجد هذا النوع من آكل النمل الحرشفي في جميع أنحاء جنوب شرق آسيا، ويشمل ذلك بروناي وكمبوديا وجاوة وسومطرة وبورنيو وجزر سوندا الصغرى ولاوس وماليزيا وسنغافورة وتايلاند وميانمار وفيتنام. تفضل هذه الحيوانات الموائل الحرجية (الأولية والثانوية وأراضي الأشجار القمئية) والأراضي الزراعية (لإنتاج المطاط وزيت النخيل). تمضي هذه الحيوانات جزء كبير من حياتها وهي على الأشجار.

## التصنيف
في الماضي، كان يشمل هذا النوع من البنغولين نوع آخر ذو صلة به وقريب منه وهو آكل النمل الحرشفي الفلبيني (الاسم العلمي:  M. culionensis)، حيث إن كليهما ينتميان لنويع Paramanis الذي يتبع جنس بنغوليات. يرتبط هذا النوع من البنغولين ارتباطًا وثيقًا بنوع البنغولين الصيني (الاسم العلمي:  Manis pentadactyla)، على الرغم من أن أنواع سوندا (الملايوية) تكون أكبر حجما، وباهتة أكثر في اللون ولها مخالب أمامية أقصر.

## الوصف

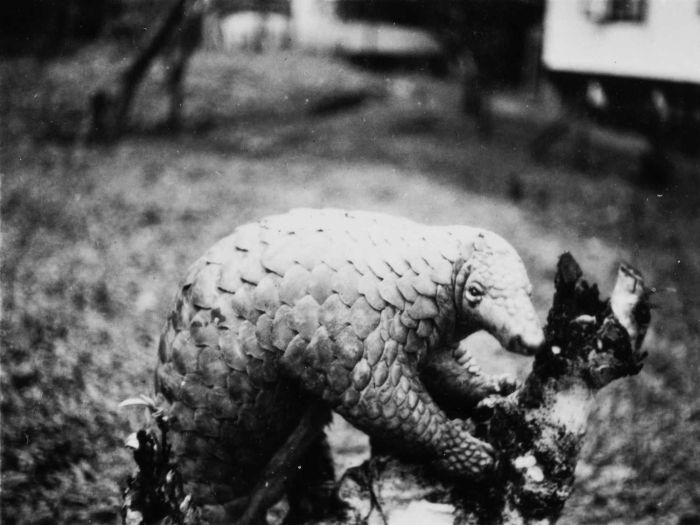
صورة من عام 1932

جلد القدمين لآكل النمل الحرشفي سوندا يكون حبيبي، على الرغم من وجود قسم طري في أسفل قدميه الأمامية. لديه مخالب سميكة وقوية ويستعملها للحفر في التربة بحثا عن أعشاش النمل أو لهدم أكوام بيوت النمل الأبيض. تعاني حيوانات آكل النمل الحرشفي سوندا من ضعف البصر، ولكن حاسة الشم لديها متطورة للغاية. لا يوجد لهذه الحيوانات أي أسنان، وبالتالي؛ تستعمل لسانها الطويل اللزج للإمساك بالنمل والنمل الأبيض. جسمها مغطى بصفوف من الحراشف والشعر المبني من الألياف. يمكن أن يبلغ طول هذا البنجولين (الرأس والجسم) حوالي 40-65 سم، يبلغ طول الذيل حوالي 35-56 سم، ووزنه يصل إلى ما يقارب 10 كلغ. الذكور أكبر حجما من الإناث.

## السلوك والبيئة
تلد حيوانات البنغولين نسل أو اثنين (جراء) سنويا. يكون فصل التكاثر في فصل الخريف، وتلد الإناث في جحر تحفره في فصل الشتاء. بعد ذلك؛ من المعروف أن هذه الحيوانات تفضل عرين (وكر أو جحر) من نوع آخر؛ حيث تفضل الجحور المكونة من التجاويف التي تكون محفورة في أشجار الغابات الناضجة. من المفترض أن هذه التجاويف توفر المزيد من التحصين والحماية والاستقرار؛ نظرا لقلة حركة التنقل والثبات الذي يأتي مع الولادة ورعاية الصغار. يزداد مقدار الوقت الذي تقضيه الأم في أي من هذه الأوكار خلال فترة رعاية الصغار. تدوم رعاية الوالدين للصغار حوالي ثلاثة أشهر تقريبًا. في هذه الأشهر الثلاثة؛ ينخفض نطاق سفر، وتواجد الأم البنغولين بشكل واضح؛ نظرا لأنه في هذا الوقت تقوم بالتنقل والبحث عن الطعام مع نسلها. قبل أن يصبح النسل مستقلاً تمامًا عن الأم ببضعة أسابيع فقط؛ يمكن أن تظهر الأم وصغارها ازدياد في النشاط النهاري. في بعض الأحيان؛ يمكن أن يتواجد هذا النوع من آكل النمل الحرشفي في أزواج، ولكنه بشكل عام يتواجد بشكل فردي، ويظهر نشاط ليلي، ويتصرف بشكل خجول وهادئ الأعصاب. يقوم آكل النمل الحرشفي هذا بحماية الأجزاء السفلية الرقيقة، ومنطقة البطن من جسده عن طريق التدحرج والالتفاف على شكل كرة، ويحدث ذلك كلما شعر بالتهديد. يعتبر هذا الحيوان قوي في الحفر، ويقوم بحفر الجحور ويصففها ويبطنها بالنباتات من أجل العزل، ويقوم عادة بحفر جحوره بالقرب من أكوام مستعمرات النمل الأبيض وأعشاش النمل.
يعتبر جهاز المناعة لآكل النمل الحرشفي سوندا ضعيف، وبالتالي؛ يجعله هذا الأمر حساس لتقلبات درجة الحرارة.

## حالة الحفظ

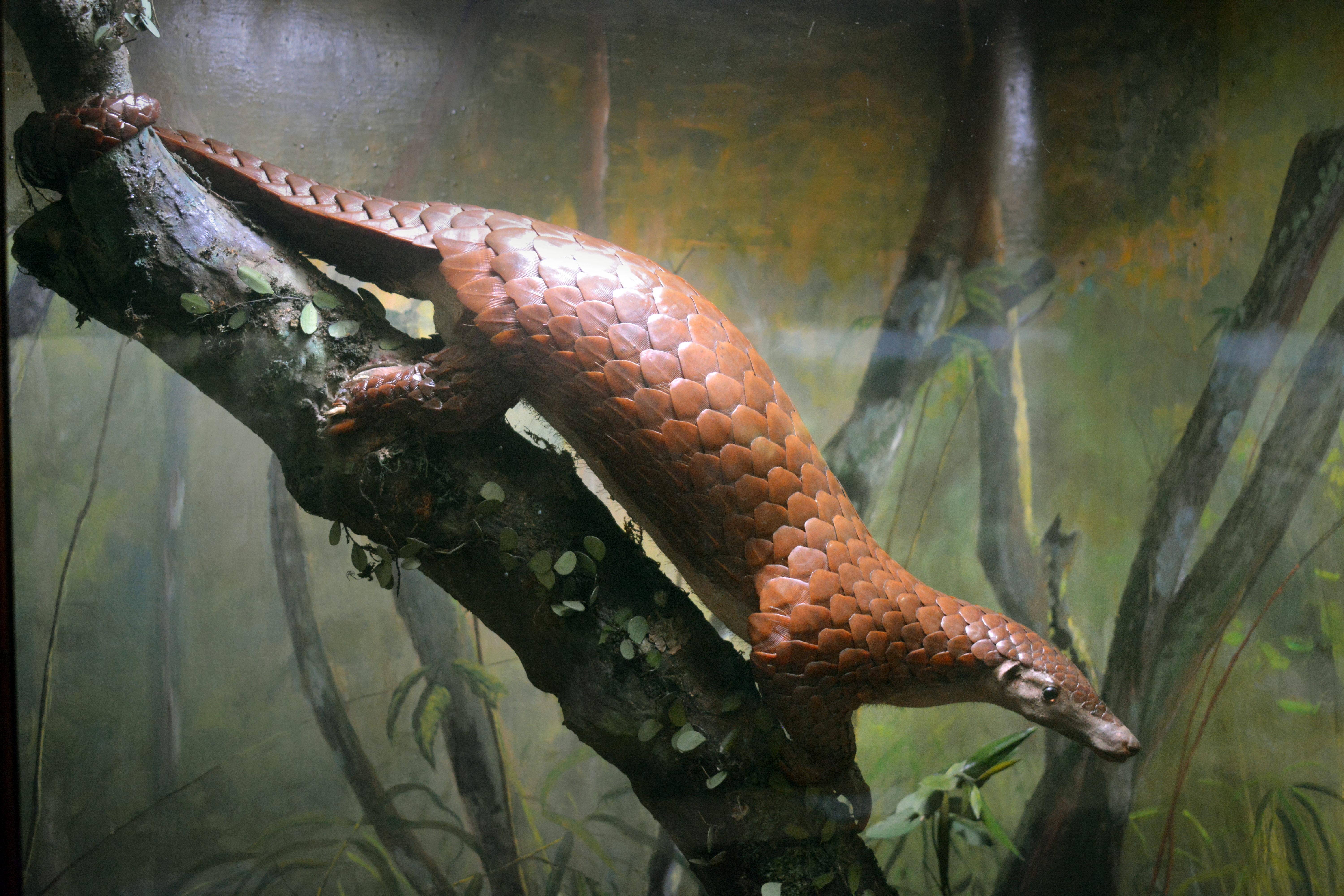
متحف سويت جافانيكا للحيوانات في بوغورينسي

يعتبر حيوان آكل النمل الحرشفي من أكثر الحيوانات المحمية التي يتم اصطيادها بوتيرة شديدة واستغلالها بشكل كبير. مثل أنواع البنجولين الأخرى؛ يتم اصطياد آكل النمل الحرشفي سوندا من أجل جلده وحراشفه ولحمه، حيث تستخدم في صناعة الملابس وممارسة الطب التقليدي. يتم نحت الحراشف على شكل حلقات (خاتم) من أجل لبسها كتعويذة ضد الحمى الروماتيزمية، وتؤكل اللحوم كطعام من قبل الشعوب الأصلية. على الرغم من تمتع آكل النمل الحرشفي بحالة محمية في كل أمكنة ونطاق تواجده تقريبًا؛ إلا أن التجارة الدولية غير القانونية (سببها إلى حد كبير المشترين والمستهلكين الصينيين)، أدت إلى انخفاض أعداد وأفراد هذا الحيوان بوتيرة سريعة. تعتبر حيوانات آكل النمل الحرشفي سوندا حاليًا مهددة بدرجة شديدة من تهديد بالانقراض.
اعتبارًا من عام 2016، تم إدراج جميع أنواع حيوان آكل النمل الحرشفي؛ ويشمل ذلك نوع آكل النمل الحرشفي سوندا، في الملحق الأول من قبل معاهدة التجارة العالمية لأصناف الحيوان والنبات البري المهدد بالانقراض، الذي بموجبه يتم حظر التجارة الدولية في العينات التي يتم صيدها في البرية أو أي جزء من أجزاء أجسامها.

## دوره المحتمل في مرض حيواني المنشأ
تم ذكر نوع آكل النمل الحرشفي سوندا على أنه من الممكن أن يكون الحيوان الذي عن طريقه انتقل فيروس كورونا، المسبب لمرض فيروس كورونا 2019؛ للإنسان.
أظهرت دراسة ميتاجينومية، التي نشرت نتائجها سابقا في عام 2019, أن فيروس سارس، وهو سلالة الفيروس التي تسبب متلازمة تنفسية حادة وخيمة، كان أكثر سلالة من نوع فيروس كورونا منتشرة بين عينة من مجموعة مخلوقات آكل النمل الحرشفي سوندا. في تاريخ 7 فبراير 2020، تم الإعلان عن قيام باحثين من غوانزو باكتشاف عينة من آكل النمل الحرشفي التي تحوي على تسلسل حمض نووي فيروسي «مشابه بنسبة 99%» لفيروس سارس-كوف-2.
عند نشرها، أوضحت النتائج أن «موقع ارتباط البروتين، الخاص ببروتين 'أس' الموجود في فيروس كورونا المكتشف حديثا في حيوان آكل النمل الحرشفي، متطابق بشكل كلي للغاية تقريبا مع فيروس كورونا 2019 الذي إنتشر بين بني البشر، حيث كان الاختلاف بينهما بحمض أميني واحد فقط.»
تعتبر مخلوقات آكل النمل الحرشفي حيوانات محمية بموجب القانون الصيني، ولكن صيدها بصورة غير قانونية والتجارة بها من أجل إستخدامها في الطب الصيني التقليدي، لا يزال أمرا شائع الحدوث للغاية.
إكتشف كل من علماء الأحياء الدقيقة وعلماء الوراثة في تكساس، كل على حده، على وجود أدلة تدل على حدوث عملية إعادة تشكيل في فيروسات كورونا، مما قد يشير إلى إمكانية تورط حيوانات آكل النمل الحرشفي في مراحل عملية نشوء فيروس سارس-كوف-2. ولكن، فيروسات كورونا التي تم اكتشافها في حيوانات آكل النمل الحرشفي، تتشارك حتى الآن بنسبة 92% كحد أقصى فقط مع الشريط الوراثي (جينوم) كله بالكامل لفيروس سارس-كوف-2 (أي مقارنة مع كل الشريط الوراثي، وليس فقط مع مقطع منه كما تم النقاش به سابقا أعلاه)، هذا الأمر يبين أن الشبه بينهما يعتبر أقل -بشكل كامل- مقارنة بوجه الشبه بين فيروس سارس-كوف-2 وبين عينة، را تي جي 13 - RaTG13 (وهي عينة فيروس مأخوذة من خفاش حدوة الحصان الوسطي (الاسم العلمي:  Rhinolophus affinis). تعتبر هذه المكتشفات غير كافية لإثبات أن حيوانات آكل النمل الحرشفي لعبت دور مضيف وسيط؛ بالمقارنة، فيروس سارس المسؤول عن تفشي فيروس سارس سنة 2003-2004, تشارك الشريط الوراثي (جينوم) الخاص به بنسبة 99.8% مع الشريط الوراثي التابع لسلالة فيروس كورونا مأخوذة من نوع معروف من أنواع قط الزباد.

## روابط خارجية
- سوندا بانجولين في Ecology Asia
- تقرير WWF و TRAFFIC: تجارة البنغولين في صباح (PDF)
- WWF News: تقدم دفاتر الملاحظات المضبوطة نظرة فريدة حول حجم تجارة البنغولين غير المشروعة